# カロリナ・クルコヴァ
カロリナ・クルコヴァ （Karolína Kurková, チェコ語の発音ではカロリーナ・クルコヴァー、1984年2月28日 - ）は、チェコスロバキア出身の女性ファッションモデル。
2005年から2008年まではヴィクトリアズ・シークレットの「エンジェル」の一人としても活動した。マリオ・テスティーノに絶賛され、アナ・ウィンターに「次期スーパーモデル」と呼ばれたことがある。
チェコ人のバスケットボール選手の父とスロヴァキア人の母との間に生まれた。友人が彼女の写真をプラハのモデル事務所へ送ったのをきっかけに契約、ミラノへ向かいモデルデビュー。1999年にニューヨークへ転居。2001年2月、17歳で『ヴォーグ・アメリカ』誌の表紙を飾った。この頃からオートクチュールのショーやヴィクトリアズ・シークレットのショーで名前と顔が知られるようになった。2002年、ヴォーグ・ファッション・アウォーズのモデル・オブ・ザ・イヤーに輝く。プラダ、イヴ・サンローラン、ヴァレンティノ・ガラヴァーニ、ラルフ・ローレン、オスカー・デ・ラ・レンタ、シャネル、バレンシアガ、トミーヒルフィガーなどの有名ブランドのショーやキャンペーンに登場。
スティーヴン・クライン、マリオ・ソレンティ、マリオ・テスティーノら写真家との仕事も多い。
2009年公開の『G.I.ジョー』にカバーガール役で出演した。
2013年より放送されている、モデルのオーディション番組『ザ・フェイス』（The Face）で審査員を務めている。

## 人物
身体的特徴としてへそが無いことがあげられる。ビキニ姿の写真などでは修正してへそが加えられることがある。理由については、幼少時に臍ヘルニアの手術を受けた際になくなったとのことで、腹部には、へそが存在した場所にくぼみが存在する。
2009年、映像作家のアーチー・ドル-リーと結婚、2人の間には2015年の時点で男の子が2人いる。
セレブレティとの華やかな交流の一方、児童福祉活動に熱心である。"The Beautiful Life Fund" など自身の立ち上げた団体で、普段着で素顔のまま子供たちと接している。